# Salk Institute for Biological Studies

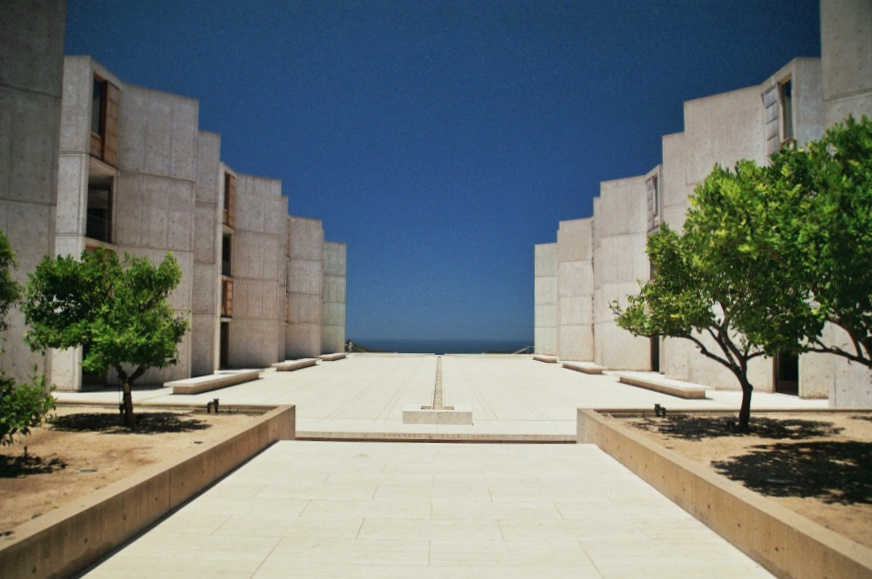
Das Salk Institute

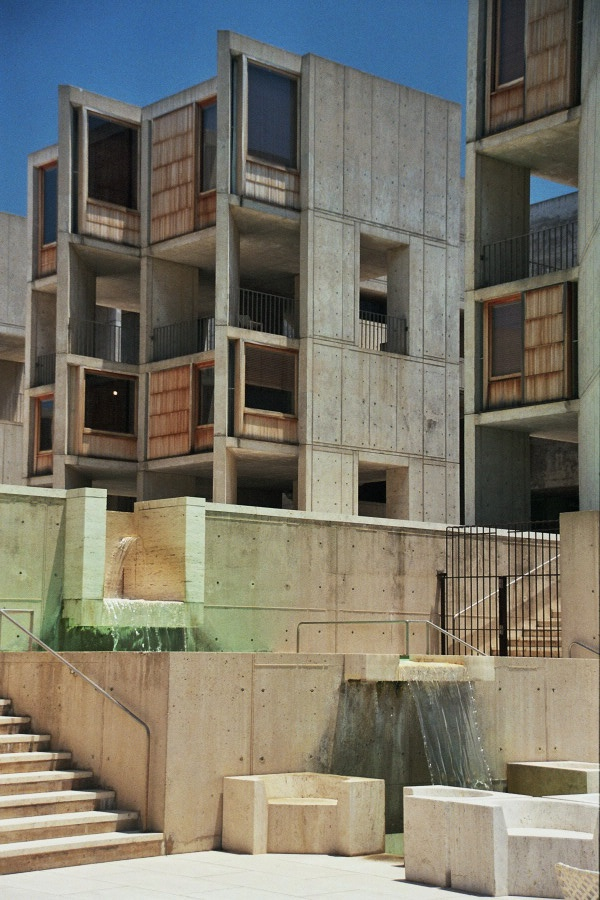
Blick von Westen

Das Salk Institute for Biological Studies ist eine in La Jolla, einem Vorort von San Diego in Kalifornien, angesiedelte Forschungseinrichtung.

## Geschichte
Sie wurde 1960 von Jonas Salk gegründet, der den Polio-Impfstoff entwickelt hatte. Er wollte eine Einrichtung schaffen, in der die besten Forscher leben und arbeiten können, in einer Umgebung die eine völlige Konzentration auf die Forschungsaufgaben und eine Zusammenarbeit der verschiedensten Disziplinen ermöglicht und fördert, mit dem Ziel, Menschen zu helfen. Der Forschungsschwerpunkt liegt heute in drei Bereichen: der Molekularbiologie und Genetik, den Neurowissenschaften und der Pflanzenbiologie. Das Institut belegt in Forschungsrankings regelmäßig US- und weltweit vordere Plätze, so wurde es 2009 von ScienceWatch im Bereich Neuro- und Verhaltenswissenschaften als weltweit führende Einrichtung gelistet.
Nachdem Salk durch die Entwicklung des Polio-Impfstoffes bekannt geworden war, gelang es ihm, die Unterstützung der Aktion March of Dimes zu erhalten, die Finanzmittel für die Realisierung seiner Vision eines Forschungsinstitutes bereitstellten. Die Torrey Pines Mesa an der Pazifikküste nördlich von San Diego sah Salk schon lange als einen besonders geeigneten Ort dafür an und bat 1960 die Stadt San Diego darum, das Land dem Forschungsinstitut zu schenken. Nach einem Referendum im Juni 1960 erhielt er das Land und machte sich mit dem Architekten Louis Kahn daran, ein Gebäude zu entwerfen, das ihrer beiden Vorstellungen einer optimalen Forschungs- und Arbeitsumgebung entsprach. 1962 begann der Bau des Gebäudes und die ersten Forscher zogen 1963 in die ersten fertiggestellten Labore ein.
Zum Gedenken an Jonas Salk befindet sich im Eingangsbereich des Instituts eine goldene Gravur auf dem Boden: Hope lies in dreams, in imagination and in the courage of those who dare to make dreams into reality. (Die Hoffnung liegt in Träumen, in der Phantasie und im Mut derer, die es wagen, Träume zu verwirklichen.)

## Anlage
Die von Kahn in enger Zusammenarbeit mit dem Betonexperten und Tragwerksplaner August E. Komendant konzipierte Anlage sollte eine Campusstruktur haben und durch ihre attraktive Lage und Gestaltung die besten Forscher der Welt anziehen. Sie besteht aus zwei Flügeln, die sich um einen zentralen Hof gruppieren. In ihnen untergebracht sind Labore und Büros, ihnen vorgelagert sind kleine Räume, die dem Nachdenken und der Kontemplation dienen – alle sind sie so gestaltet, dass sie einen Blick auf den Pazifik bieten. Die Gebäude sind komplett in Sichtbeton ausgeführt, Fenster, Fensterfronten und Sichtblenden aus unbehandeltem Mahagoniholz. In der schlichten und stringenten Gestaltung der Gebäude, der strengen Symmetrie der Anlage und der mittig verlaufenden Wasserrinne mutet der Hof fast sakral an; eigentlich soll er aber vor allem dem Zusammentreffen der Forscher dienen, die sich hier fast das gesamte Jahr über im Freien treffen und ihre Forschungen besprechen können. An mehreren Wänden zum Hof angebrachte Tafeln zeigen, dass diese Möglichkeiten des Zusammentreffens und zusammen Arbeitens rege genutzt werden.
In den 1990er Jahren wurden nach Plänen von Anshen & Allen zusätzliche Gebäude errichtet, in denen weitere Laboratorien und die Verwaltungsbüros der Organisation untergebracht sind.
Die Anlage wurde 1992 mit dem Twenty-five Year Award des American Institute of Architects ausgezeichnet.

## Fakultät
Die gegenwärtig am Institut forschende Wissenschaftlerin, Elizabeth Blackburn, ist Nobelpreisträgerin.
Drei Fakultätsmitglieder, Elizabeth Blackburn, Roger Guillemin und Ronald M. Evans sind Preisträger des Albert Lasker Award for Basic Medical Research. Sieben Forscher werden durch das HHMI Investigator Programm gefördert. Zu den Forschern, die hier wirkten, gehören die Nobelpreisträger Francis Crick, Sydney Brenner, Robert W. Holley, Renato Dulbecco und Roger Guillemin.
Rusty Gage wurde am 1. Januar 2019 als Nachfolger von Elizabeth Blackburn für eine fünfjährige Amtszeit an die Spitze des Instituts berufen. Im Februar 2023 kehrte er zu seiner Vollzeitarbeit im Labor zurück und wurde von Gerald Joyce als Präsident abgelöst.

## NeurIPS
Im Gebäudekomplex befindet sich die Verwaltung der NeurIPS (Kurzform für Neural Information Processing Systems), einer gemeinnützigen Stiftung deren Hauptzweck die Veranstaltung der jährlichen NeurIPS-Konferenz, welche seit 1987 stattfindet, ist. Sie beschäftigt sich mit Fortschritten in den Bereichen Maschinelles Lernen und Computational Neuroscience. Dabei werden pro Jahr rund 200 neue wissenschaftliche Publikationen präsentiert.

## Harnessing Plants Initiative
Die Harnessing Plants Initiative des Salk umfasst zwei Projekte, die auf die Abschwächung des Klimawandels abzielen: CO2-Entfernung in planetarischem Maßstab, bei dem Wissenschaftler Salk Ideal Plants entwickeln, um atmosphärischen Kohlenstoff zu binden und in breiteren und tieferen Wurzeln zu speichern, die reich an Molekülen wie Suberin sind, und Coastal Plant Restoration, bei dem Wissenschaftler Feuchtgebietspflanzen identifizieren und wiederherstellen, die Kohlenstoff binden, Wasser reinigen, Land erhalten und in schwierigen Umgebungen auf der ganzen Welt gedeihen. Das Vorhaben ist Teil der Campaign for Discovery für die das 100.000 Quadratmeter große Joan and Irwin Jacobs Center an der Ostseite des Institutsgeländes entstehen soll.